# محمد الكباص
محمد بن محمد الجباص الغرباوي السفياني المشهور بمحمد الكباص (ولد 1264هـ/ 1847م، فاس - توفي 1352هـ/ 1934، المدينة المنورة) ديبلوماسي مغربي تقلد مناصب سامية ووزارية في عهد ثلاثة سلاطين مغاربة.

## مسيرته
تنحدر عائلة الكباص من قبيلة سفيان بالغرب المغربي وكانت عائلة فقيرة، الجد والأب يعملان في الجبس، ومن هذه المهنة اكتسبت العائلة لقبها الكباص (الجبّاس). ولد محمد في فاس، أخذ العلم عن جماعة من الفقهاء كالشيخ ماء العينين، واهتم بمصنفه «مذهب المخوف على دعوات الحروف»، وقد ساعده أحمد سكيرج في حل رموز هذا الكتاب. وكان الكباص كبير الوفد المغربي المكون من طلبة العلم الذين تم إرسالهم إلى إنجلترا بين 1877 - 1880م بأمر من السلطان الحسن الأول لدراسة الهندسة المدنية في جامعة أكسفورد.
ارتقى محمد الكباص في سلم المسؤولية بالدولة المغربية، باجتهاد شخصي منه وذكاء واضح، عند نهاية القرن 19 وبداية القرن 20، ووصل إلى منصب وزاري رفيع.
عندما عزل المهدي المنبهي من منصبه كالعلاف الكبير في حكومة فضول غرنيط سنة 1903، انفرد محمد الكباص بالمنصب. وفي سنة 1905 كان متواجدا في منطقة زوج بغال الحدودية بين الإيالة الشريفة والجزائر الفرنسية، حيث كان الكباص مكلفا بترسيم الحدود. وكان معه كل من محمد المقري والحاج عمر الخطيب كمترجم. انتهت المفاوضات برسم الخط الحدودي الممتدة من وادي كيس إلى ثنية بن ساس، أما الباقي فقد ظلت كل الأطراف تعتبر أنه مجرد فيافٍ خالية لا حاجة إلى ترسيمها.
خلال المفاوضات كان الحاج عمر الخطيب مترجما للفرنسيين، فأعجب به محمد الكباص، الذي كان يتقن الإنجليزية فقط، فاقترح عليه الاشتغال معه، فرافقه إلى المغرب، بل الأكثر من هذا أن الكباص زوجه من ابنته مريم، حوالي سنة 1908، واستقر معه في طنجة، ولما عاد الكباص إلى الدار البيضاء فالرباط، رافقه كذلك، إذ لم يكن يقوى على مفارقة ابنته، فقد كانت هي المسؤولة عن تسيير أمور بيته.
وبعد مجيء مولاي حفيظ العلوي إلى الحكم، في يونيو 1908، خلفا لأخيه مولاي عبد العزيز، تم تعيين محمد الكباص نائبا للسلطان في طنجة، خلفا ل محمد بن العربي الطريس، بالرغم من أن الكباص كان مواليا للسلطان المعزول مولاي عبد العزيز.
فكان الكباص وسيطا بين السلطة المركزية، أي المخزن، وممثلي الدول الأجنبية. وبقي الكباص في هذا المنصب إلى ما بعد التوقيع على اتفاقية الحماية مع فرنسا بأزيد من أربع سنوات. عين كصدر أعظم متم شهر رجب 1331هـ- 1912م بعد خروج محمد المقري، وظل يشغل هذا المنصب إلى حين تقاعده وعودة محمد المقري سنة 1335هـ-1917 م، في حكومة السلطان المولى يوسف بن الحسن، وانتقل في تلك الفترة إلى الدار البيضاء ثم إلى الرباط.
وعند نقل أثاث محمد الكباص، من طنجة إلى الدار البيضاء، عبر البحر، قصفت غواصة ألمانية السفينة المحملة بأثاثه قرب سواحل العرائش فأغرقتها، واستقر بمدينة الجديدة فترة تزيد على 17 سنة، بين 1335هـ و1352هـ/1917-1934 .
استطاع أن يحتفظ بجميع المناصب الوزارية التي أوكلت إليه، حتى بعد موت الملوك، وجلوس ورثتهم على العرش، لكن حظوته لم تبلغ أوجها إلا في أيام المولى يوسف، لأن علاقته به كانت تعود إلى أيام المولى الحسن الأول، عندما كان محمد الكباص في أواسط الأربعينات من عمره. تطورت هذه العلاقة بالقصر في أيام الملك محمد الخامس، حيث أصبحت الأسرة الصغيرة لمحمد الكباص تحضر في أغلب المناسبات الخاصة داخل القصر.
خاله هو عبد الكريم بنسليمان. ومن أبنائه مريم الكباص، والدة عبد الكريم الخطيب، الذي ترعرع في أحضان جده محمد الكباص منذ أن كان عمره 13 سنة. ويروي الخطيب أنه تربى في وسط إسلامي متصوف حيث كان جده يوقظه لأداء الصلاة وراءه عند كل فجر. ومن أحفاد محمد الكباص كذلك الجنرال حسني بنسليمان، من جهة أمه وكذا الأستاذ إسماعيل العلوي، الأمين العام السابق لحزب التقدم والإشتراكية.
وفي سنة 1352هـ توجه لتأدية فريضة الحج، فتوفي بالمدينة المنورة عقب إتمامه للفريضة وذلك في شهر ذي الحجة 1352هـ- 1934م.